# Christelle Lefranc
Christelle Lefranc (París, 15 de marzo de 1980) es una modelo francesa. Es representada por la agencia Next Model Management en París, Londres, Nueva York y Miami y por la agencia Traffic en España. Ha modelado en campañas publicitarias para Cartier, Fope, Guy Laroche, Harvey Nichols, Max Studio, Mimi y Ralph Lauren. Su imagen ha sido capturada en publicaciones como Madame, D, Vogue y The Face.